# 唐侃
唐侃（1487年—1545年），字廷直，號嘿菴，南直隶镇江府丹徒县人。明朝官員。

## 生平
正德八年（1513年）癸酉科應天府鄉試舉人，授江西永豐縣知縣。在任期間不帶家眷，獨與童僕飯蔬豆羹居住。深受百姓信任，他禁止刁訟尚鬼。不久升任武定州知州。朝廷清查軍籍，應發配者上萬人，唐侃則稱無民須走，并據理力爭。又抵制官員索賄，為百姓所愛戴。升南京刑部員外郎，轉郎中，嘉靖二十四年乙已三月二十九日卒於南京官舍，時年五十九。

## 家族
祖父唐用，贈南京刑部郎中；父唐漢，母嚴氏，贈宜人。